# Arthur van Amerongen
Arthur van Amerongen (Ede, 4 november 1959) is een Nederlands schrijver, columnist, journalist, publicist en islamcriticus.

## Studie
Van Amerongen studeerde Semitische talen aan de Universiteit van Amsterdam.

## Werk
- van 1990 tot 2001 correspondent in het Midden-Oosten, met als standplaatsen Jeruzalem en Beiroet.
- verslaggever in Latijns-Amerika
- Van 2012 tot 2021 columnist voor de Volkskrant.
- Vanaf 2012 columnist voor HP/De Tijd (online Preek van de Week, Grote Foute Jongens samen met Rob Hoogland en als G.H.B. Hiltermann).
- Vanaf 2022 voor GeenStijl (o.a. Safari Eurabia).

## Publicaties

### Boeken
- Een passie voor Jeruzalem - 1994 - Uitgeverij Nijgh & Van Ditmar
- Kasba Holland - 2006 Uitgeverij Atlas
- Brussel: Eurabia - 2008 - Uitgeverij Atlas
- Paranoia Paraguay - 2009 - Uitgeverij Prometheus
- Mambo Jambo (Een krankzinnige liefde in Zuid-Amerika) - 2011 - Uitgeverij Nijgh & Van Ditmar
- Brussel: Eurabia, deel 2 - 2015 - Uitgeverij Fosfor
- Ik, Arthur van Amerongen - 2015 - Uitgeverij Xtra
- Het Grote Foute Jongensboek (met Rob Hoogland) - 2017 - Uitgeverij Pepper Books
- Mijn moeder is gek - 2018 - Uitgeverij Pepper Books
- Het Grote Foute Jongensboek deel 2 - 2019 - Uitgeverij Pepper Books
- Costa del Coke (met Ivo Teulings) - 2019 - Just Publishers
- Op reis door de Algarve met Arthur van Amerongen- 2019 - Uitgeverij Ezo Wolf
- Dwarsdenker des Vaderlands - 2020 - Uitgeverij Ezo Wolf
- Saudades. Op zoek naar het paradijs in Portugal - 2021 - Uitgeverij Ezo Wolf
- Tweestrijd in je broekje - 2021 - Uitgeverij Ezo Wolf
- Dé wijngids voor de Algarve en Alentejo - 2021 - Uitgeverij Ezo Wolf
- De Vette Van Amerongen (omnibus met Mijn moeder is gek, Mijn vader is ook gek, Passie voor Jeruzalem, Mambo Jambo) - 2022 - Uitgeverij Ezo Wolf
- Safari Eurabia - 2022 - Uitgeverij Ezo Wolf
- Boze Blanke Man - 2023 - Uitgeverij Ezo Wolf
- Portugal voor bonvivanten (met Arie Pos) - 2023 - Uitgeverij Ezo Wolf
- De dunne Timmermans - 2024 - Uitgeverij Ezo Wolf
- Annus Horrobilis - 2024 - Uitgeverij Ezo Wolf
- Het Grote Foute Jongens Boek 3 (met Rob Hoogland) - 2024  - Uitgeverij Ezo Wolf
- Tuur, de glossy - 2024 - Uitgeverij Ezo Wolf
- De Grote Straat Hondenbijbel (met Rob Hoogland) - 2024 - Uitgeverij Ezo Wolf
- Terug naar Tel Aviv (met Ruben Gischler, Didier Ben Lou Lou en Thomas Schlijper) - 2025 - Uitgeverij Ezo Wolf
- Olhao - 2025 - Uitgeverij Ezo Wolf

### Weblogs en online nieuwsmedia
Columns, artikelen en briefwisselingen onder andere op
- JoostNiemoller.com (opgeheven)
- ThePostOnline
- Geenstijl

## Prijzen
- 2004 - Nipkowschijf voor radio, samen met Rob Muntz
- 2006 - (samen met Loes de Fauwe) de Prijs voor de Dagbladjournalistiek met de serie 'Kasba Amsterdam', over Marokkanen in Amsterdam na de moord op Theo van Gogh.

## Privé
Van Amerongen was tussen 2004 en 2008 getrouwd met PvdA-politica Edith Mastenbroek. Sinds 2012 is hij woonachtig in de Algarve.
- Digitale Bibliotheek voor de Nederlandse Letteren: amer029
- Gemeinsame Normdatei: 174011105
- International Standard Name Identifier: 0000 0000 3528 0533
- Library of Congress Control Number: n93064524
- Nederlandse Thesaurus van Auteursnamen: 107483165
- Virtual International Authority File: 26276460
- WorldCat: E39PBJgCF49ktmGG9HVkkDkYyd